# Произход на рибите
Рибите (Pisces) произхождат от тип хордови.
В хода на своята еволюция те са достигнали разделянето на 3 направления:
- бодлокожи
- погонофори
- хордови

От изследването на филогенетичните им редове си проличава, че още в началото са се отделили в (под) тип полухордови. Предполага се, че по-нататъшното развитие на тип хордови е протекло в друга среда – опреснените участъци на моретата в делтите и естуарите на реките, а по-късно и в самите реки. Тази промяна на средата е развила двигателната система и метаболизма. Усложнила се е нервната система и сетивните органи, което е довело до усложняване на поведенческите реакции на тези животни.
Тип хордови се дели на подтип Безчерепни (представител – ланцетник) и на подтип Гръбначни (черепни).

Подтип гръбначни се дели на надклас Риби (Pisces) и надклас четирикраки (Tetrapoda). Надклас риби се дели на клас Безчелюстни (Agnatha); Панцерни (Placodermi); Хрущялни (Chondrichthyes) и Костни (Osteichthyes).
Клас риби е представен от животни обитаващи водните басейни. Придвижването им става чрез плавници. Имат затворена кръвоносна система с един кръг на кръвообращение. Клас риби е съставен от над 20 000 вида, делящи се на костни и хрущялни.
Хрущялни риби (допълнение) – Към тях се отнасят морските котки, морските лисици и акулите. Най-голямото си развитие те достигат през карбон. Днес са известни около 500 вида. Отличителното при тях е, че отпред главата е снабдена с рострум, устният отвор е напречно разположен и се намира на долната страна на главата, имат непокрити външни хрилни отвори, към които при морската лисица и при много акули се прибавя и малък пръскателен отвор, тялото им завършва с висока триъгълна опашна перка. А хрущялният скелет е укрепен от отложени варовикови натрупвания. В кожата на акулите се намират т.нар. плакоидни люспи – представляващи кожни зъби, разположени върху пластинка и покрити с твърд зъбен слой. Те придават на кожата грапава повърхност, като припокриват и челюстите около устата. Считани са за предшественици на зъбите. Черепът на хрущялните риби има примитивни белези. Различава се мозъчен череп със сектори, в които са разположени най-важните органи: нос, око, ухо, орган на равновесието и тилна част, както и лицев череп със скелетни участъци, носещи зъбите на горната и долната част на устата и хрилните дъги.
Костни риби (допълнение) – наброяват около 20 000 вида. Към тъй наречените древни риби се отнася чигата. От тях водят началото си същинските костни риби (Teleostei), двойнодишащите (Dipnoi) и ръкоперките (Crossopterygii).
С изключение на древните риби, които по формата на тялото си напомнят на акулите и се отличават с хрущялни кости в скелета си, останалите костни риби (Osteichthye) имат напълно вкостен скелет. Черепът е изграден от вътрешни и кожни кости и е съставен от множество малки диференцирани скелетни части. По правило костните риби имат, люспеста покривка на тялото. Голяма част от тях притежават плавателен мехур, образуван от издуване на предната част на червото. При някои семейства връзката между плавателния мехур се е запазила. Такъв и случая при шараните, змиорките, херингите и сьомгите. В други, например при треските, тази връзка се е загубила. Много дънни риби, като калкана (Platena platena) морския език (Solea nasuta) и писията (Pleuronectes tlesus), нямат плавателен мехур. Той изчезва заедно с функцията му на хидростатичен орган. Интересно е, че отсъства и при някои добри плувци, например скумрията. Поради липсата на плавателен мехур тези риби са в състояние бързо да се потапят и изплуват без да е нужно изравняване на налягането. Някои риби дори напускат временно водата. Към тях принадлежат летящите риби, които с помощта на опашката си достигат висока скорост на движение, в продължение на около 10 секунди, могат да се издигнат над водата, а големите им гръдни перки им служат за стабилизатор при „полета“.
Двойнодишащите риби (Dipnoi) – са 3 рода:
- в реките на Австралия – Neoceratodus,
- в Африка – Protopterus,
- в поречието на Амазонка в Южна Америка – Lepidosiren.

Те могат да преживеят дори при пълно пресъхване на водите, като прекарвата сухият сезон в особена слузеста обвивка и дишат с бял дроб. Смята се, че предшественика на този дихателен орган е образуван още при примитивните риби. Отнасящите си към задните хрилни джобове въздушни мехури са се увеличили и са почнали да функционират като бял дроб при пресъхване на водните басейни. Смята се, че тези въздушни торбички са се обособили като бели дробове при сегашните сухоземни животни. Тези риби се смятат за предшественици на днешните земноводни (Amphibia).
Ръкоперките – особено фосилната група Rhipidistia, въз основа на скелетния строеж могат да се разглеждат като предшественици на днешните четириноги. Те претежават хоани – въздушната връзка между носа и гърлото, важна предпоставка за вдишване на атмосферен въздух. Такива хоани липсват при сегашните Latimeria, които представляват изолиран страничен клон и не могат да послужат за непосредствено проследяване произхода на земноводните.